# واگامان (لوئیزیانا)
واگامان (به انگلیسی: Waggaman) شهری در ایالت لوئیزیانا کشور ایالات متحده آمریکا است که جمعیت آن در سرشماری سال ۲۰۱۰ میلادی، ۱۰٬۰۱۵ نفر بوده‌است.